# Landwind X8
Landwind X8 — среднеразмерный внедорожник, производившийся в 2009—2020 годах китайской компанией Landwind.

## Описание
Landwind X8 дебютировал в апреле 2009 года на автосалоне в Шанхае. Продажи автомобиля начались во второй половине 2009 года.
Полноприводный автомобиль стоил около 160000 юаней, а заднеприводный — 150000 юаней.

## Технические характеристики
На момент запуска производства Landwind X8 оснащался 2,5-литровым турбодизелем компании VM Motori мощностью 140 л. с. и крутящим моментом 350 Н⋅м и 2,4-литровым бензиновым двигателем Mitsubishi 4G69 мощностью 150 л. с. С 2012 года автомобиль оснащался бензиновыми двигателями объёмом 2,0—2,5 литра и 2,0-литровым турбодизельным двигателем мощностью 140 л. с. и крутящим моментом 340 Н⋅м. С 2018 года автомобиль оснащался турбодвигателями объёмом 1,8—2,0 литра, мощностью 130 кВт (177 л. с.) и крутящим моментом 320 Н⋅м.

## Галерея

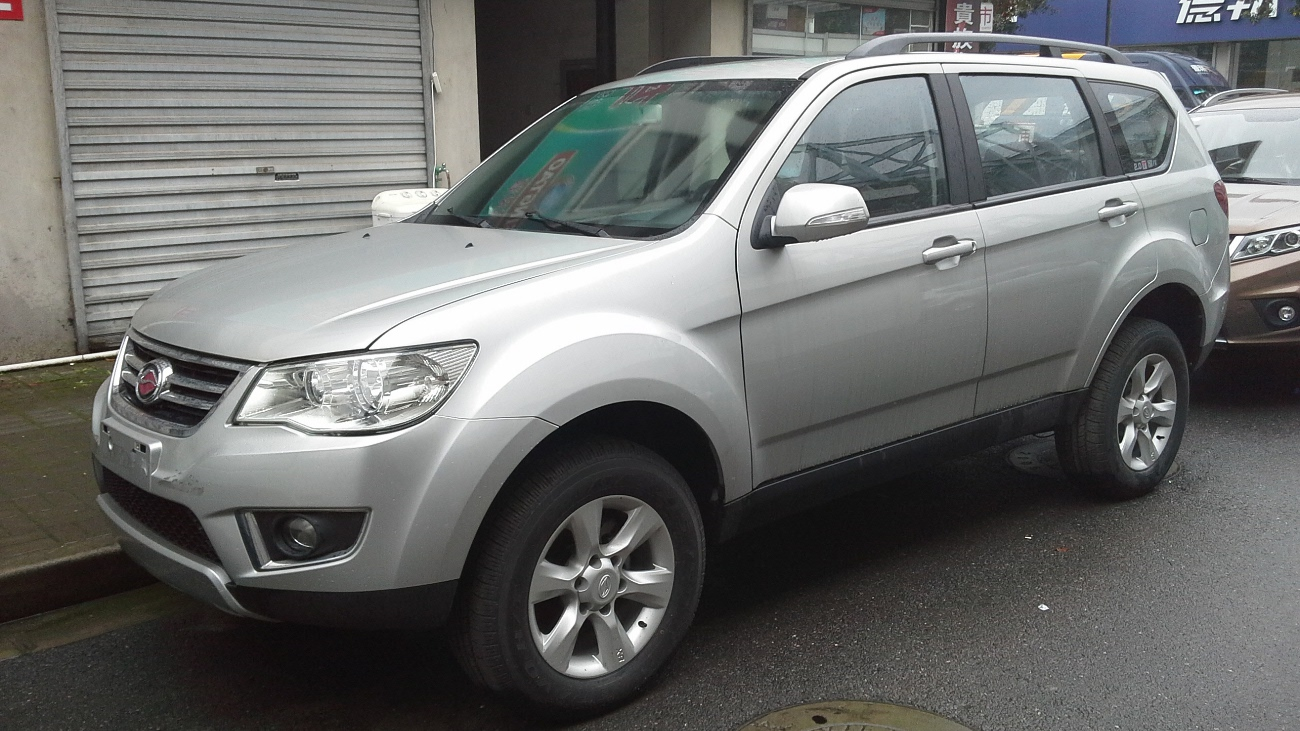
Вид спереди
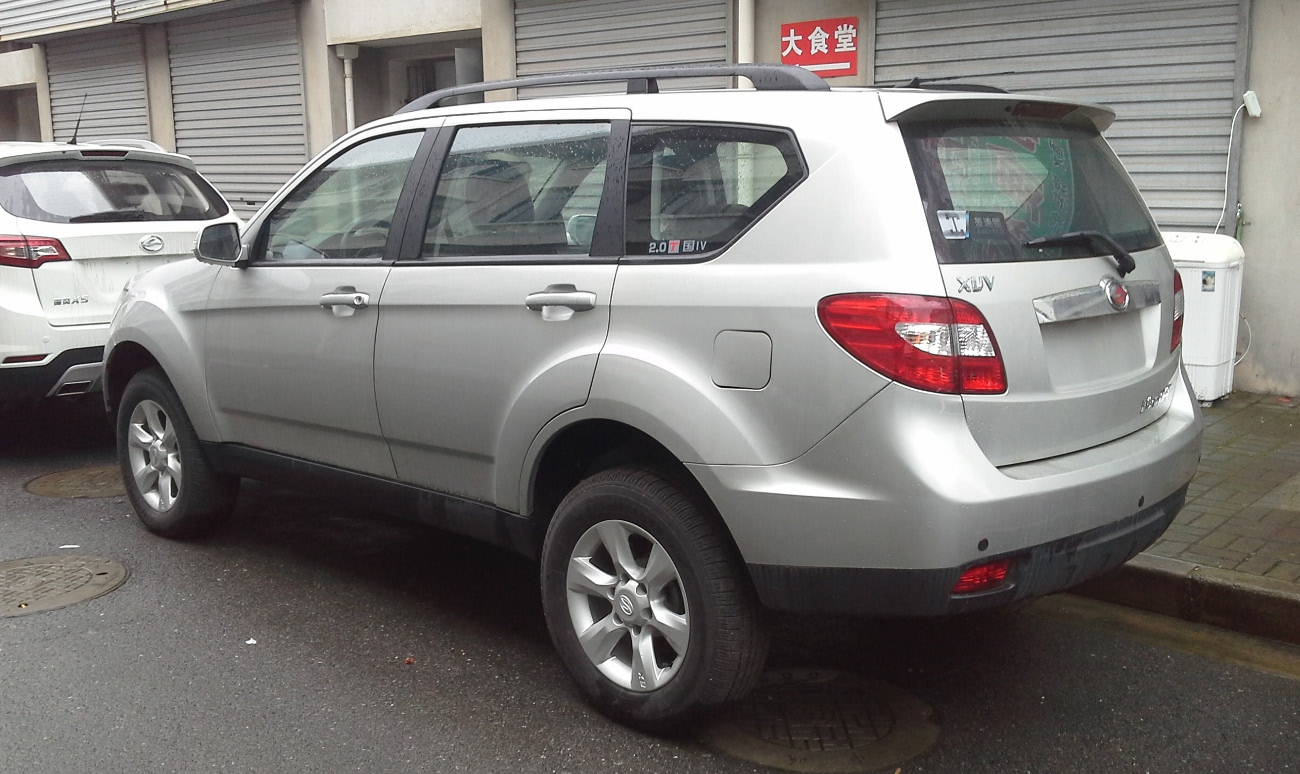
Вид сзади